# Banco BPI
Banco BPI S.A., anteriormente Banco Português de Investimento o (en español: Banco Portugués de Inversiones), es el cuarto mayor banco privado de Portugal. El Grupo BPI, que tiene su sede central en Oporto, cotizaba en los índices Euronext y PSI-20, con una capitalización bursátil de 1800 millones de euros. Desde diciembre de 2018 es propiedad de CaixaBank.

## Fundación
BPI fue fundado en la ciudad lusa de Oporto hace ya 31 años, orientado en un principio y de modo exclusivo a la banca de inversión. Hoy en día, y tras varias adquisiciones y reestructuraciones internas a lo largo de los años, el banco BPI ofrece numerosos servicios de banca global que van desde banca comercial, a la banca mayorista, sin olvidar sus orígenes, la banca de inversión. Todas estas actividades se desarrollan tanto en su mercado doméstico, Portugal, como en el extranjero.

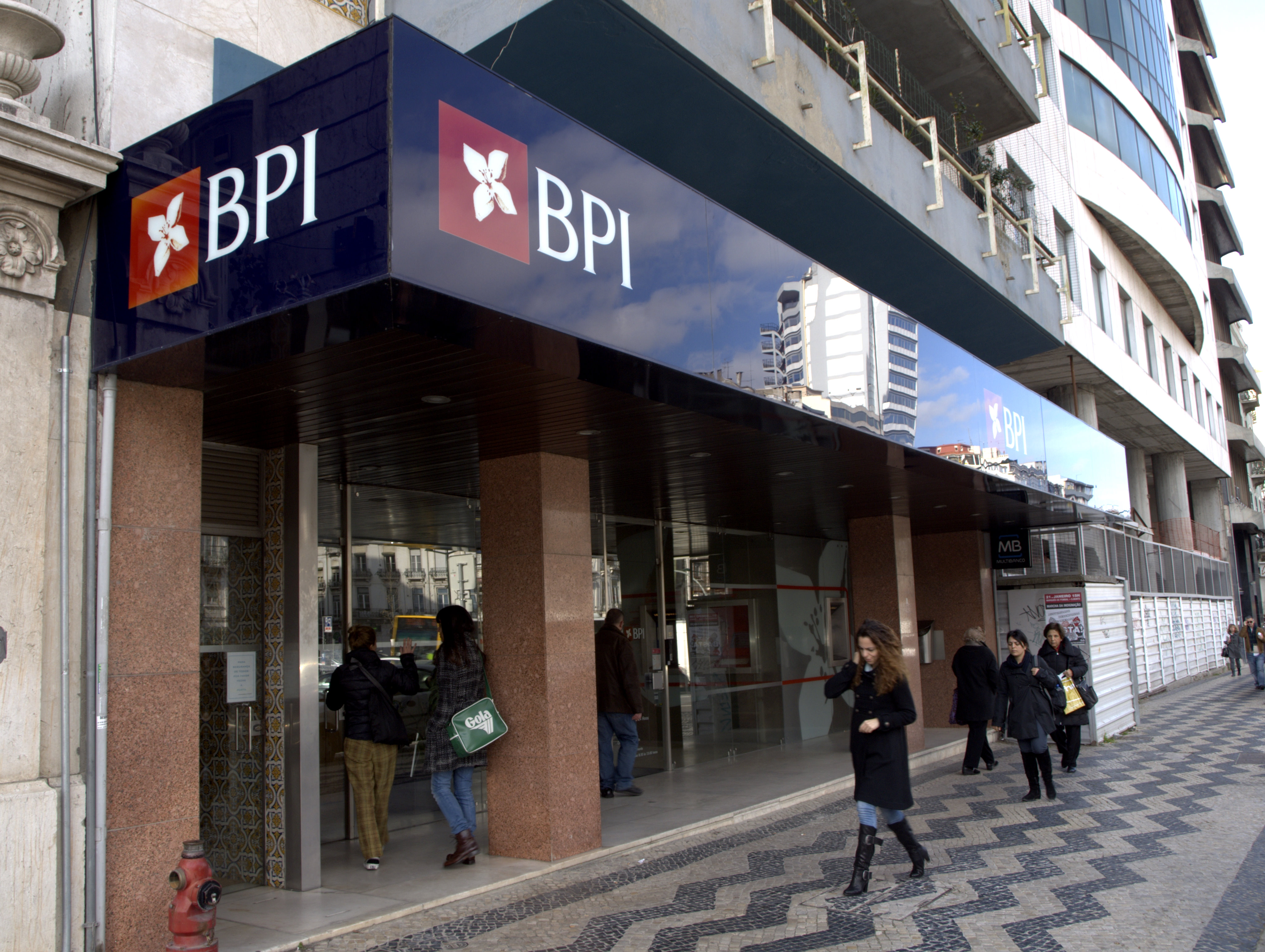
Sucursal en la plaza Duque de Saldanha en Lisboa

## Actividad nacional e internacional
El banco comercial Banco BPI sirve, en Portugal, a más de 1,3 millones de clientes particulares, empresas e institucionales, especialmente a través de una red de una red de 542 oficinas.
En Angola el BPI es líder en banca comercial con una cuota de mercado superior al 23%, a través del Banco de Fomento, del que posee el 100%. Este banco servía 261 mil clientes a final de junio de 2006.
El 25 de octubre de 2007, BPI ofreció fusionarse con Banco Comercial Português, el mayor banco privado portugués. Sin embargo, la dirección BCP rechazó la propuesta.
El 8 de febrero de 2017, se hizo pública la aceptación mayoritaria de la oferta pública de adquisición (OPA) lanzada por CaixaBank a mediados de enero sobre la entidad. CaixaBank pasó de controlar el 45,5% del capital del banco portugués al 84,51% en la primera gran operación financiera que se da entre ambos países.
El 28 de diciembre de 2018, la entidad anunció que CaixaBank era ya dueño del 100 % de sus acciones, después de haberse concretado una oferta de compra del 5% de títulos que aún no poseía a un precio de 1,47 euros por título.
Ese mismo año inicia su actividad en Portugal la Fundação ”la Caixa”. Uno de sus principios operativos es llevar la acción social a los territorios donde el Grupo CaixaBank desarrolla actividad financiera a fin de promover una sociedad mejor, con especial atención a los colectivos más vulnerables.

### Fundação ”la Caixa”
La Fundação ”la Caixa” es una entidad sin ánimo de lucro que, desde su origen, trabaja con el objetivo de conseguir una sociedad más igualitaria y justa para todas las personas.
Su actividad en Portugal se inició en el 2018, - después de la entrada del Banco BPI - en el Grupo CaixaBank. Uno de sus principios operativos es llevar la acción social a los territorios donde el Grupo CaixaBank desarrolla actividad financiera, a fin de promover una sociedad mejor, con especial atención a los colectivos más vulnerables.
El Banco BPI, con sede en Oporto, es el cuarto mayor banco privado de Portugal. En  2018, CaixaBank culmina la adquisición del 100 % del Banco BPI y su plena integración en el grupo, en el que entró en 1995 y sobre el que lanzó una oferta pública de adquisición en 2017.

###### Actividad nacional e internacional
El 8 de febrero de 2017, se hizo pública la aceptación mayoritaria de la oferta pública de adquisición (OPA) lanzada por CaixaBank a mediados de enero sobre la entidad. CaixaBank pasó de controlar el 45,5% del capital del banco portugués al 84,51% en la primera gran operación financiera que se da entre ambos países.
El 28 de diciembre de 2018, la entidad anunció que CaixaBank era ya dueño del 100 % de sus acciones, después de haberse concretado una oferta de compra del 5% de títulos que aún no poseía a un precio de 1,47 euros por título.
Ese mismo año inicia su actividad en Portugal la Fundação ”la Caixa”. Uno de sus principios operativos es llevar la acción social a los territorios donde el Grupo CaixaBank desarrolla actividad financiera a fin de promover una sociedad mejor, con especial atención a los colectivos más vulnerables.